# Echinopsis mamillosa
Az Echinopsis mamillosa a kaktuszfélék egyik faja, amely Bolíviából származik.

## Megjelenése
Az Echinopsis mamillosa egyedül növő növény, amely nem alkot telepet. Gömbölyded formájú törzse elérheti a 30 centimétert is. Sötétzöld törzse 8 cm-es átmérőjűre is megnő és 13-17 borda található rajta. A körkörös formájú areolából, vagy más néven tövispárnából nőnek ki sárgás tüskéi, melyeknek barna hegye van. Az egy, vagy négy középső tüske 1 cm-nél is hosszabbra nőhet, míg a körülötte sugárszerűen kinövő oldalsó tüskék hossza 5–12 mm-es. Virágai lehetnek fehérek, melyek lepelleveleinek hegyei vöröses árnyalatúak, vagy rózsaszínűek. A hosszúkás tölcsérvirágok átmérője 8 centiméter, míg hosszuk 13-18 centiméter is lehet.
Az Echinopsis mamillosának két alfaja ismert. Az egyik alfaja alacsonyabb (mindössze 6 cm magasságú), és 17 bordázattal van ellátva, míg a silvatica alfaja magasabb, ám kevesebb bordázata van.

## Taxonómia
Az Echinopsis mamillosát első alkalommal 1907-ben írta le Robert Louis August Maximilian Gürke német botanikus.

## Fordítás
- Ez a szócikk részben vagy egészben  az   Echinopsis mamillosa című angol Wikipédia-szócikk ezen változatának fordításán alapul.  Az eredeti cikk szerkesztőit annak laptörténete sorolja fel. Ez a jelzés csupán a megfogalmazás eredetét és a szerzői jogokat jelzi, nem szolgál a cikkben szereplő információk forrásmegjelöléseként.